# The Human Factor
The Human Factor (с англ. — «Человеческий фактор») — четвёртый студийный альбом американской метал-группы Metal Church. Является единственным релизом коллектива на лейбле Epic Records.

## Отзывы критиков
The Human Factor получил в целом положительные отзывы критиков. В обзоре немецкого журнала Rock Hard за март 1991 года Гёц Кюнемунд назвал The Human Factor главным событием месяца в пауэр-метале и оценил его звучание как «более быстрое и энергичное, чем Blessing in Disguise», похвалив всех музыкантов и, в частности, вокалиста Майка Хоу. Алекс Хендерсон из AllMusic написал, что «большая часть песен звучит весьма солидно, а Metal Church затрагивают в песнях социальные и политические темы с вдохновляющими результатами, начиная от „Date with Poverty“ и „Flee from Reality“ до „The Final Word“ (в которой говорится о неоднозначном сожжении флагов в 1991 году, и утверждается, что США, несмотря на их недостатки, по-прежнему являются лучшим местом для жизни)». Канадский журналист Мартин Попофф назвал альбом шедевром группы и поставил Metal Church в один ряд с Megadeth в контексте «олицетворения совершенства метала». Он похвалил «зрелость и чувствительность» текстов, продюсирование Марка Додсона и исполнение Майка Хоу, обозначив песни «без исключения заразительными и неудержимыми».
Хотя The Human Factor хорошо продавался на момент своего выпуска, он оказался одним из наименее успешных альбомов Metal Church, не появившись ни в одном из альбомных чартов. Для продвижения The Human Factor Metal Church поддержали Motörhead, Judas Priest, Dangerous Toys и Элиса Купера в туре Operation Rock ’N’ Roll, а позже поддержали Metallica в туре Wherever We May Roam.
В 2005 году альбом занял 447 место в книге журнала Rock Hard «500 величайших рок- и метал-альбомов всех времён».

## Список композиций
| №                   | Название            | Автор(ы)                                       | Длительность |
| ------------------- | ------------------- | ---------------------------------------------- | ------------ |
| 1.                  | «Human Factor»      | Майк Хоу, Курдт Вандерхуф                      | 5:00         |
| 2.                  | «Date with Poverty» | Хоу, Вандерхуф                                 | 5:20         |
| 3.                  | «The Final Word»    | Хоу, Вандерхуф                                 | 6:00         |
| 4.                  | «In Mourning»       | Хоу, Джон Маршалл, Вандерхуф, Крейг Уэллс      | 6:00         |
| 5.                  | «In Harm’s Way»     | Маршалл, Вандерхуф                             | 7:00         |
| 6.                  | «In Due Time»       | Хоу, Маршалл, Вандерхуф, Уэллс, Кирк Аррингтон | 4:04         |
| 7.                  | «Agent Green»       | Хоу, Вандерхуф                                 | 5:58         |
| 8.                  | «Flee from Reality» | Хоу, Маршалл, Уэллс                            | 4:13         |
| 9.                  | «Betrayed»          | Хоу, Вандерхуф                                 | 4:32         |
| 10.                 | «The Fight Song»    | Хоу, Маршалл, Уэллс, Дюк Эриксон, Аррингтон    | 3:24         |
| Общая длительность: | Общая длительность: | Общая длительность:                            | 51:15        |

## Участники записи
| Metal Church - Майк Хоу — вокал - Крейг Уэллс — соло-гитара - Джон Маршалл — ритм-гитара - Дюк Эриксон — бас-гитара - Кирк Аррингтон — ударные | Технический персонал - Марк Додсон — продюсирование, звукорежиссура, аранжировки вместе с Курдтом Вандерхуфом и Metal Church - Том Флетчер — сведение - Грег Калби — мастеринг в Sterling Sound, Нью-Йорк - Кенни Лагуна — менеджмент - Кристофер Аустопчук, Франческа Рестрепо — арт-производство - Макс Агилера-Хеллвег — фотографии |